# Oskarshamns folkhögskola

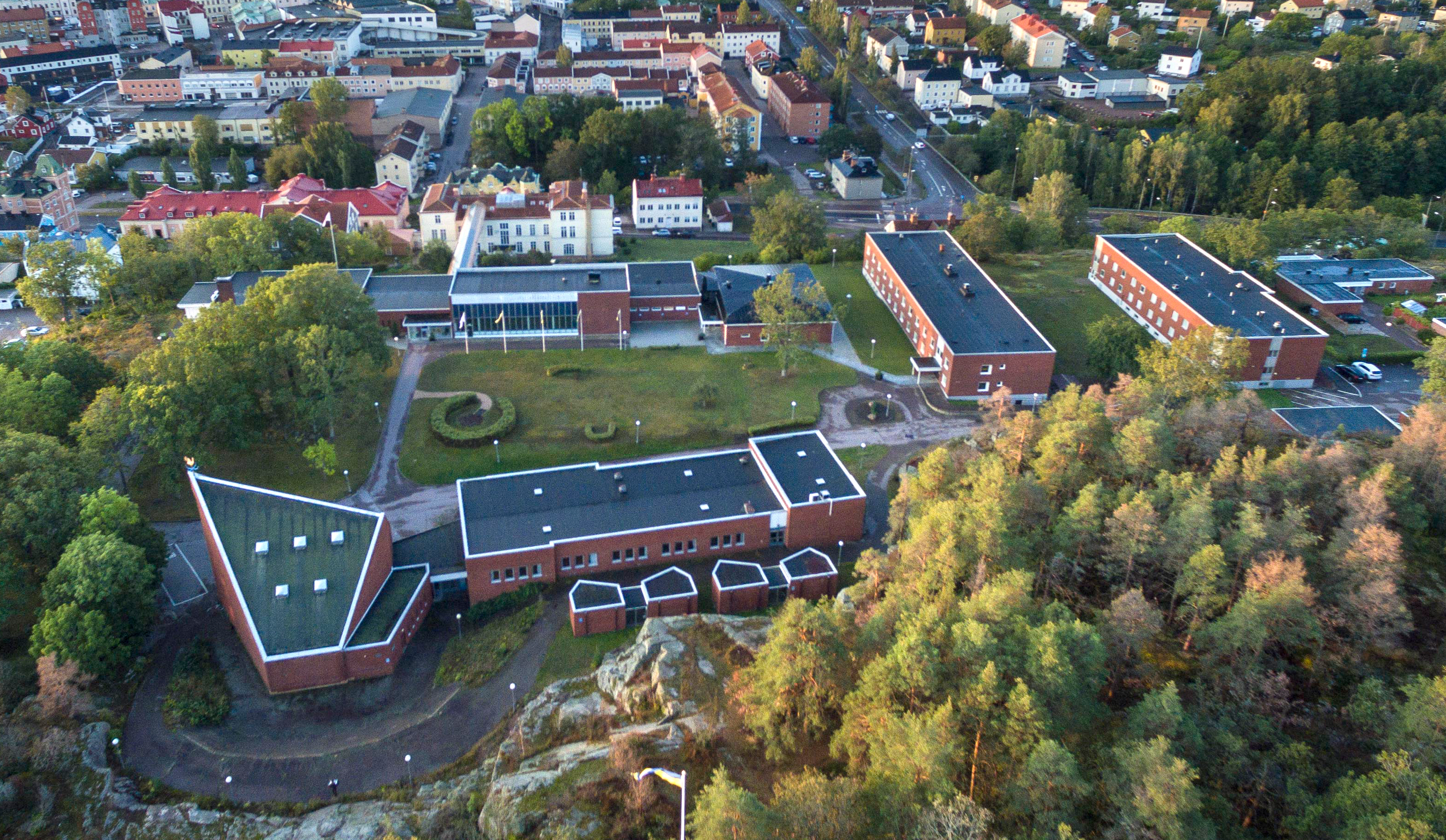
Oskarshamns folkhögskola

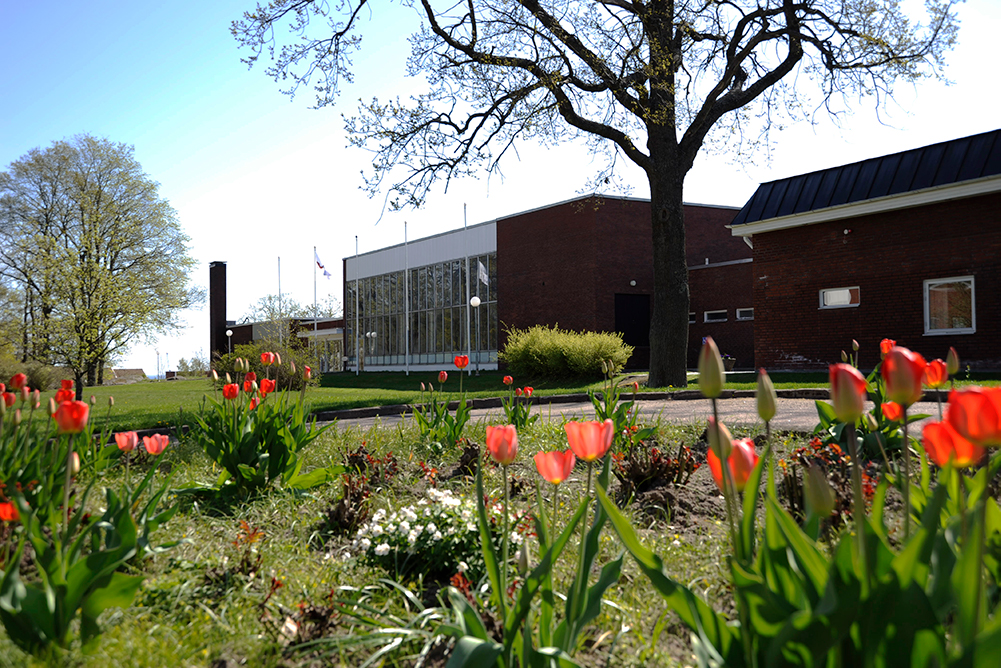
Huvudbyggnaden

Oskarshamns folkhögskola ligger i Oskarshamn vid den småländska kusten.
Oskarshamns folkhögskola grundades 1958 och har Svenska kyrkan i Växjö stift som huvudman. Utbildningsutbudet omfattar bland annat musiklinje med flera olika inriktningar, kyrkomusikerutbildning, kyrkvaktmästarutbildning, Kyrkans grundkurs, allmän linje och seniorkurser. På skolan finns en omfattande konferensverksamhet, restaurang och vandrarhem.

## Utbildningar och kurser
Allmän kurs
Kyrkans grundkurs
Kyrkomusikerutbildning
Kyrkvaktmästarutbildning
Musiklinje med olika inriktningar
- Jazz-, soul-, blues
- Klassisk
- Kompostition
- Kyrkomusik (förberedande för kyrkomusikerutbildningen)
- Genrebred sång

Orgelspelarkurs (sommarkurs)
Seniorkurs

## Historia
Oskarshamns folkhögskola startade 1958 på initiativ av Ann-Marie och Stig Franzén. Som stiftsadjunkt i Växjö stift hade Stig upptäckt att det fanns behov av en folkhögskola i den östra delen av stiftet. Med en omvittnad energi och skicklighet lyckades han få med sig ledande personer i stiftet, och den 30 augusti 1958 kunde den första årskullen påbörja sina studier i Oskarshamns gamla ålderdomshem.
Höstterminen 1968 kunde nya byggnader tas i bruk på en bergshylla ovanför den gamla byggnaden. Skolan hade, av kommunen, fått köpa 6 000 kvadratmeter mark av det som låg mellan det gamla ålderdomshemmet och Norra vattentornet. Därmed kunde skolans expansion börja på allvar, och fram till 1982 fullbordades den nybyggnation, som gjort Oskarshamns folkhögskola livskraftig och konkurrensduglig i folkhögskolevärlden.
Den allmänna linjen kunde kompletteras med bland annat musiklinje, konstlinje och afasi-linje, och nya lokaler kunde ställas till elevernas förfogande. Under hela uppbyggnadsperioden lade man stor vikt vid att göra skolan anpassad för personer med funktionshinder, och detta har sedan blivit ett av skolans kännetecken.
En helt ny byggnad, Ceciliakapellet, gav skolan en bra lokal för både gudstjänst och konserter. En ståtlig orgel byggdes av Hammarbergs orgelbyggeri och kapellet kompletterades också med en flygel Bösendorfer Imperal. Ceciliakapellets akustik har gjort den till en mycket omtyckt konsertlokal för kör, kammarmusik och kammarorkester.
Under början av 2000-talet inleddes en ny expansionsperiod. Det som förut varit skolans simhall byggdes då om till en konferensanläggning med en stor samlingslokal och tre mindre grupprum. Några år senare renoverades köket och matsalen. Våren 2014 byggdes ett konferensrum och ett gym med omklädningsrum och bastu i huvudbyggnaden. Dessa investeringar har gjort att skolan nu har möjligheter att ha kurser, konferenser och även lunchgäster.

## Rektorer
- 1958–1965 Gillis Rudeberg
- 1965–1983 Stig Franzén
- 1983–1986 Rikard Stenlund
- 1987–1992 Sven-Ingvar Nilsson
- 1993–1999 Lisbeth Beselin
- 2000–2005 Lise-Lotte Pettersson Wallin
- 2005–2008 Ragnar Håkansson
- 2009–2016 Sven Gunnar Persson
- 2017–2018  Elenor Håkansson
- 2019–2020  Henrik Jardbring
- 2022–          Emil Jörgensen

## Byggnader

### Huvudbyggnaden
I huvudbyggnaden finns skolans kansli, restaurang Tuppen, gym och gymnastiksal samt folkhögskolans konferenscentrum.

### Ceciliagården
I Ceciliagården finns allmän linje och kyrkomusikerutbildningen. Skolans kapell, Ceciliakapellet, är sammanbyggt med Ceciliagården. Kapellet fungerar även som konsertlokal och aula och invigdes maj 1979.

### Nygård
Inrymmer internat, vandrarhem och lektionssalar.

### Mellangård
Inrymmer internat och lektionssalar.

### Orgelhus 7
| Manual I C-g3 | Manual II C-g3 | Pedal C-f1 | Koppel |
| Trägedackt 8' | Salicional 8'  | Subbas 16' | II/I   |
| Principal 2'  | Rörflöjt 4'    |            | I/P    |
|               |                |            | II/P   |

Svällare: Öververk

### Orgelhus 8
| Manual I C-g3 | Manual II C-g3 | Pedal C-f1 | Koppel |
| Trägedackt 8' | Fugara 8'      | Subbas 16' | II/I   |
| Principal 2'  | Koppelflöjt 4' |            | I/P    |
|               |                |            | II/P   |

Svällare: Öververk

### Orgelhus 9
| Manual I C-g3 | Manual II C-g3 | Pedal C-f1 | Koppel |
| Trägedackt 8’ | Salicional 8’  | Subbas 16’ | II/I   |
| Waldflöjt 2’  | Rörflöjt 4’    |            | I/P    |
|               |                |            | II/P   |

Svällare: Öververk

### Orgelhus 10
| Manual C-g3      | Pedal C-d1    |
| Principal 4’     | Gedakt 8’ bas |
| Octava 2’        | Borduna 16’   |
| Flöjt 4’         |               |
| Gedackt 8’ disk. |               |
| Flúte d'Amour 8’ |               |